# 玉置浩二LIVE旭川市公会堂
『玉置浩二LIVE旭川市公会堂』（たまきこうじライブあさひかわしこうかいどう）は玉置浩二の5作目のライブ・アルバム。

## 解説
アルバム発売としては2014年の初のカバー・アルバム『群像の星 〜GREAT STARS〜』より約1年振り、ライブ・アルバムとしては『KOJI TAMAKI ’07 LIVE ☆惑星☆』以来約7年9か月振りとなる。2015年6月から3ヶ月に渡って行われた『玉置浩二 ～故郷楽団～Concert Tour 2015』のうち、最終公演となる9月26日に玉置の故郷北海道旭川市にある旭川市公会堂にて行われたライブ音源が収録されている。ディスクジャケットは玉置の両親が旭川市公会堂に入る姿の写真を使用している。初回盤はスリーブケース仕様。

## 収録曲
1. あこがれ
2. 花咲く土手に
3. カリント工場の煙突の上に
4. All I Do
5. aibo
6. ふたりなら
7. サーチライト
8. それ以外に何がある
9. しあわせのランプ
10. あの時代に...
11. 君がいないから
12. 太陽さん
13. MR.LONELY
14. 田園
15. メロディー